# Doble fons

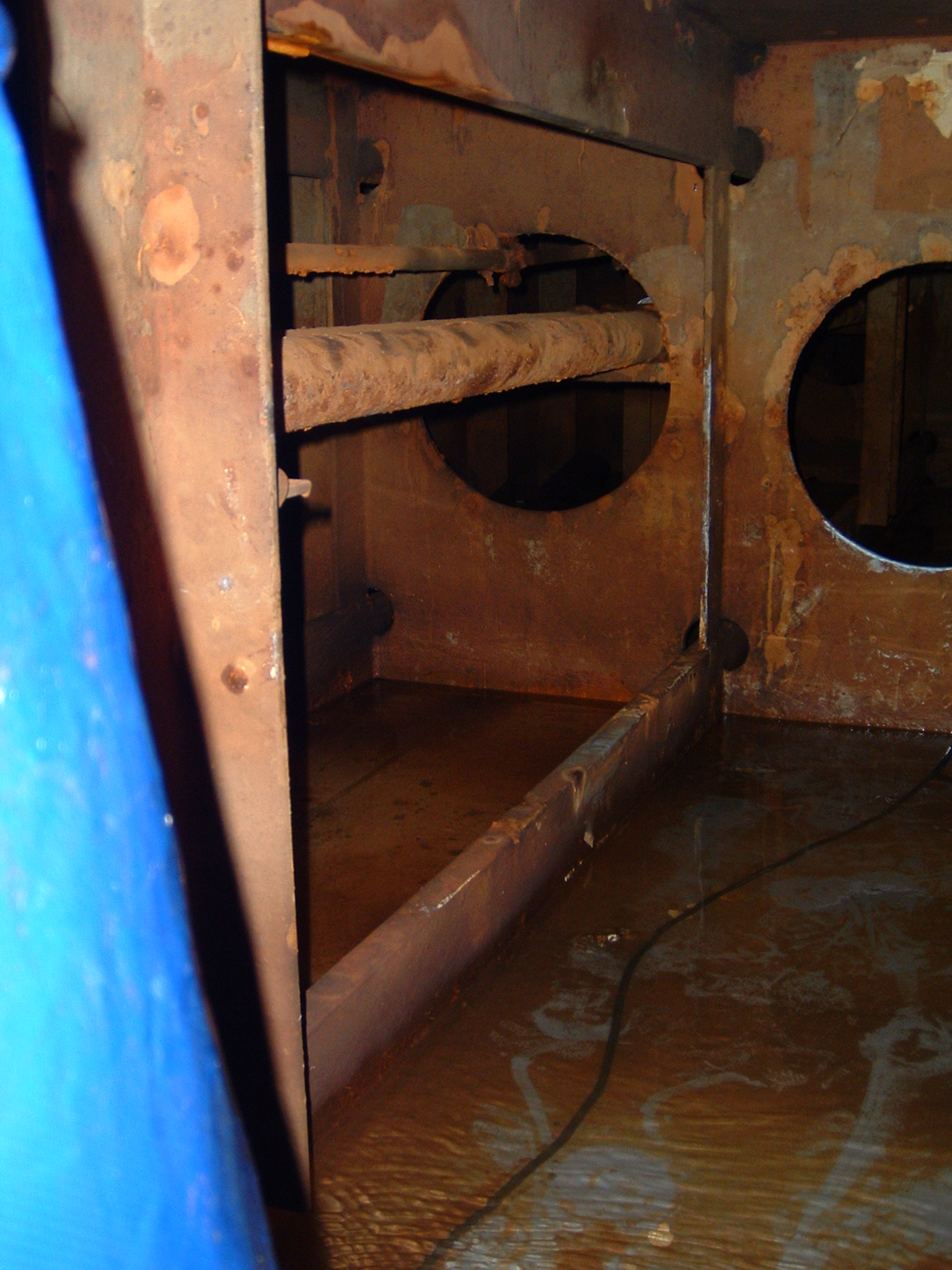
Vista de l'interior d'un doble fons destinat a llast.

En nàutica, el  doble fons  està format pels tancs estructurals d'un vaixell situats entre el folre exterior del buc i el pla de la bodega o tanc de càrrega.
Els doble fons, tenen la finalitat, en cas d'avaria del buc per col·lisió o varada, de servir de doble barrera a la sortida de combustible al mar.
La fotografia de la dreta mostra l'interior d'un doble fons destinat a llast. Es pot observar el rovell per acció de l'aigua de mar.
Tot tanc doble fons té els següents elements constructius:
- Tub de sonda, per mesurar el seu estat de càrrega en conjunció amb una taula de calibratge.
- Tubs de venteig, que comuniquen amb l'exterior per tal d'igualar pressions i alliberar gasos.
- Canonada de buidatge, per moure els líquids del seu interior.
- Boques de registre, per facilitar l'entrada de persones.